# Cause I Sez So
Cause I Sez So è il quarto album in studio del gruppo musicale hard rock statunitense New York Dolls, pubblicato nel 2009.

## Tracce
1. 'Cause I Sez So – 3:06
2. Muddy Bones – 3:00
3. Better Than You – 3:22
4. Lonely So Long – 4:05
5. My World – 3:26
6. This Is Ridiculous – 3:15
7. Temptation to Exist – 4:02
8. Making Rain – 4:06
9. Drowning – 3:32
10. Nobody Got No Bizness – 2:58
11. Trash – 3:52
12. Exorcism of Despair – 2:45

## Formazione
- Steve Conte - chitarra
- Brian Delaney - batteria
- David Johansen - voce
- Sylvain Sylvain - chitarra
- Sami Yaffa - basso